# Isgraven
Isgraven är en svensk TV-film från 1977 i regi av Carl Torell. Manus skrevs av honom och Olle Häger. Filmen visades i TV2 den 27 december 1977.

## Rollista
- Jonna Arb - Matilda Lind
- Gunnar Björnstrand - Häggström
- Olof Bergström - landshövding
- Ingemar Carlehed - Herman Reie
- Majlis Granlund - Daga Lind
- Per Myrberg - Modin
- Jan Nielsen - Jon Frånberg
- Marika Lindström - Maria Reimar
- Fillie Lyckow
- Bernt Lundquist - luffare
- Kåre Santesson - Manne Frånberg
- Henrik Schildt - Carl Lindahl